# Yak-30 (航空機・初代)
ヤコヴレフ Yak-30
- 用途：迎撃機
- 製造者：A・S・ヤコヴレフ記念試作設計局
- 運用者：ソ連空軍
- 初飛行：1948年9月4日[1]
- 生産数：2機[1]
- 運用状況：試作のみ[1]

ヤコヴレフ Yak-30（Yakovlev Yak-30）は、1940年代終わりのソビエト連邦の試作迎撃機である。Yak-25からの派生型で、翼弦4分の1で35°の後退翼を持つ点が主な相違点であったが胴体、尾翼、降着装置は基本的に初期の機体から変更は無かった。DoDが割り当てたコードネームはType 20。

## 歴史
Yak-30は、飛行速度マッハ0.9、既存の未舗装の滑走路から運用できる戦闘機として設計された。この要求に応えるためには後退翼が必要とされヤコヴレフは既存のYak-25試作戦闘機を基に35°の後退翼を持つ機体を設計した。

## 開発
Yak-30は数少ない変更点を除けば前作のYak-25に非常に類似した機体であった。CAHIの協力で設計された新しい主翼は前縁が35°の後退角を持っており、実質的なテーパー角はつかず-2°の下反角を持っていた。胴体は円形断面であることを除けばYak-25のものと同じであった。引き続き後部胴体全体が分離式であったが、尾翼はそのままに胴体の後端を外すだけでエンジンの交換が出来るように改良されていた。尾翼はYak-25と同様であったが、方向舵が一体構造となり水平尾翼が幾分大きくされていた。3門のNR-23機関砲はそのまま残され、コックピット周りに変更は無かった。翼端に付けていた増槽は機体の重心が前に寄り過ぎるために使用されず、主翼中央下面に滑らかな形状で装着できるように再設計された。この機体には推力1,590 kgf (3,505 lbf) のクリーモフ RD-500 ターボジェットエンジンが装備された。

## テスト
Yak-30の試作機2機の内のコールサイン「42」で方向舵に「5」が与えられた初号機が1948年12月16日まで試験飛行を続けたAnokhinの操縦で1948年9月4日に初飛行を成功させた。
1949年初めに飛行テストに合流した2機目の試作機Yak-30Dは後部胴体を38 cm (15 in) 延長され、大きくなった胴体外皮に合わせて主脚収納部の扉が新しくされていた。分割式フラップの代わりにファウラー式フラップを装備し、燃料と弾丸の搭載量が増やされ、酸素供給装置と通信機器が変更された。Yak-30Dには胴体後部にエアブレーキも装備された。通常時の重量（外部増槽を含まず）は110 kg (243 lb) 増加していた。
テスト中に降下中の速度はマッハ0.935に達した。Yak-25と比較すると最高速度は40 km/h (25 mph) 増加し、巡航高度は1,000 m (3,281 ft) 高かったが、後退翼の主翼のエルロンの効きが不十分であることが判明した。
試作初号機で見られた数々の欠点を撲滅した改善を施されたYak-30Dであったが飛行テストに入った頃は性能的に優れたMiG-15の最初の量産型が既に配備されており、NII V-VSの比較試験は研究目的以上のものでは無かった。「Yak-30」の名称は後に練習機のYak-30に再利用された。

## 要目
- 乗員：1名[1]
- 全長：8.86 m (29 ft)[1]
- 全幅：8.65 m (28.37 ft)[1]
- 全高：
- 翼面積：15.10 m² (162 ft²)
- 翼面荷重：
- 空虚重量：2,415 kg (5,324 lb)
- 最大離陸重量：3,630 kg (8,003 lb)
- エンジン：1 × クリーモフ RD-500 ターボジェットエンジン、1,590 kgf (3,505 lbf)[1]
- 最大速度：1,025 km/h (636 mph)[1]
- 航続距離：1,720 km (1,068 mi)[1]
- 巡航高度：15,000 m (49,213 ft)
- 上昇率：2,460 m/min (8,070 ft/min)
- 武装：
  - 機関砲：3 × NR-23（各75発）